# Téphigramme

Téphigramme vierge avec les courbes adiabiatiques sèches, les adiabatiques humides et les courbes iso-rw (rapport de mélange à saturation)

Le téphigramme, l’un des quatre diagrammes thermodynamiques utilisés pour analyser la structure thermique de l’atmosphère, est caractérisé par ses axes, soit T pour la température et {\displaystyle \phi } pour l’entropie, dans un repère semi-logarithmique, qui lui donnent son nom. Ce diagramme est utilisé pour pointer la température et le point de rosée provenant d’un sondage aérologique par radiosondes, d’un avion ou extrapolés par satellite.

## Description
Sur le téphigramme, les isothermes  sont parallèles mais à un angle de 45 degrés avec la verticale. Elles sont orthogonales avec ln {\displaystyle \theta } (températures potentielles). Les isobares sont horizontales, légèrement courbées et sont espacées selon une progression logarithmique. Les adiabatiques sèches, montrant la variation de température avec l'altitude de l'air sec, sont droites mais à -45 degrés de la verticale et les pseudo-adiabatiques saturées, montrant le soulèvement d'air saturé, sont courbées. En général, les lignes de rapport de mélange sont également indiquées et les vents aux différents niveaux de pression sont souvent ajoutés dans la marge sous forme de barbules.

## Histoire et usages

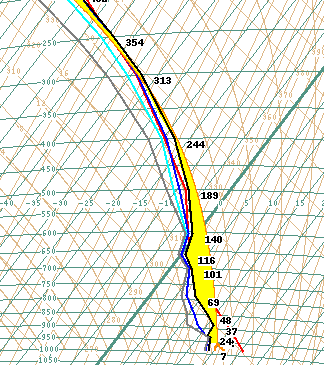
Exemple de pointage sur un téphigramme

Le téphigramme a été développé par Napier Shaw en 1915. Il est utilisé en Grande-Bretagne, au Canada et dans d’autres pays. Sa caractéristique principale est que l’aire entre deux courbes de températures tracées sur un téphigramme est égale à la différence d’énergie entre les deux courbes. En effet, l’énergie dans le cycle de Carnot est :
{\displaystyle E=-C_{p}\oint T\mathrm {d} \ln \theta =-C_{p}\Delta T\Delta \phi }
où :
- T = Température
- {\displaystyle \theta =}Température de la parcelle d’air à pression P qu’on aurait ramenée à la pression de 1 000 hPa selon une adiabatique sèche.

Ainsi, on peut facilement calculer l’énergie d’une particule convective par rapport à l’environnement, ce qu’on appelle l’énergie potentielle de convection disponible (EPCD, CAPE en anglais). L’exemple de droite montre l’énergie en jaune entre une particule réchauffée à 25 °C (courbe en rouge) par rapport à l’environnement (ligne noire). La ligne grise donne le point de rosée de l’environnement et la bleue, la température du thermomètre mouillé.

## Voir également
Les diagrammes d'énergie suivants sont utilisés par d’autres pays pour différentes raisons :
- SkewT aux États-Unis
- Émagramme en Europe, sauf en Grande-Bretagne
- Diagramme de Stüve en République populaire de Chine